# Brad Greenquist
Brad Greenquist (nacido el 8 de octubre de 1959) es un actor estadounidense.

## Carrera
Entre los roles de Greenquist se destaca el de Pet Sematary, la adaptación cinematográfica de 1989 de la novela de 1983 del mismo nombre de Stephen King. Desde la década de 1990, fue visto como una estrella invitada en varias series de televisión estadounidenses.
Greenquist fue la elección preferida del director Steven Soderbergh para el papel de Graham Dalton en Sex, Lies, and Videotape, luego de que Kyle MacLachlan y Aidan Quinn rechazaran el papel. Sin embargo, los productores querían un actor más conocido, por lo que Soderbergh eligió a James Spader.

## Filmografía
- Mutants in Paradise (1984): Steve Awesome
- Falso testigo (1987): Carl Henderson
- The Chair (1989): Mushmouth
- Pet Sematary (1989): Victor Pascow
- Un tiro por la culata (1990): Oficial de embajada
- Gang Related (1997): Richard Stein
- Inherit the Wind (1999): Tom Davenport
- The Puzzle in the Air (1999): Jeff Swerdling
- Crime and Punishment in Suburbia (2000): Calvin Berry
- Lost Souls (2000): George Viznik
- Ali (2001): Marlin Thomas
- Outside the Law (2002): Agente McKenzie
- The Diary of Ellen Rimbauer (2003): Doug Posey
- Momentum (2003): Martin Elias
- Shiloh Falls (2007): Dalton
- Across the Hall (2009): El portero
- The Cursed (2010): Fred Belmont
- Agua para elefantes (2011): Mr. Robinson
- California Solo (2012): Piper
- El Llanero Solitario (2013): Accionista
- The Trials of Cate McCall (2013): Dr. Ennis
- Réalité (2014): Jacques
- Annabelle: Creation (2017): Victor Palmeri